# Tonight, Tonight
"Tonight, Tonight" é uma canção escrita por Billy Corgan, gravada pela banda The Smashing Pumpkins.
É o quarto single do terceiro álbum de estúdio lançado a 24 de outubro de 1995 Mellon Collie and the Infinite Sadness.

## Desempenho nas paradas musicais
| Parada musical (1996)                       | Posições |
| ------------------------------------------- | -------- |
| Estados Unidos - Hot Mainstream Rock Tracks | 4        |
| Estados Unidos - Alternative Songs          | 5        |
| Estados Unidos - Billboard Hot 100          | 36       |
| Nova Zelândia - RIANZ                       | 2        |
| Reino Unido - UK Singles Chart              | 7        |